# Shoah en Albanie

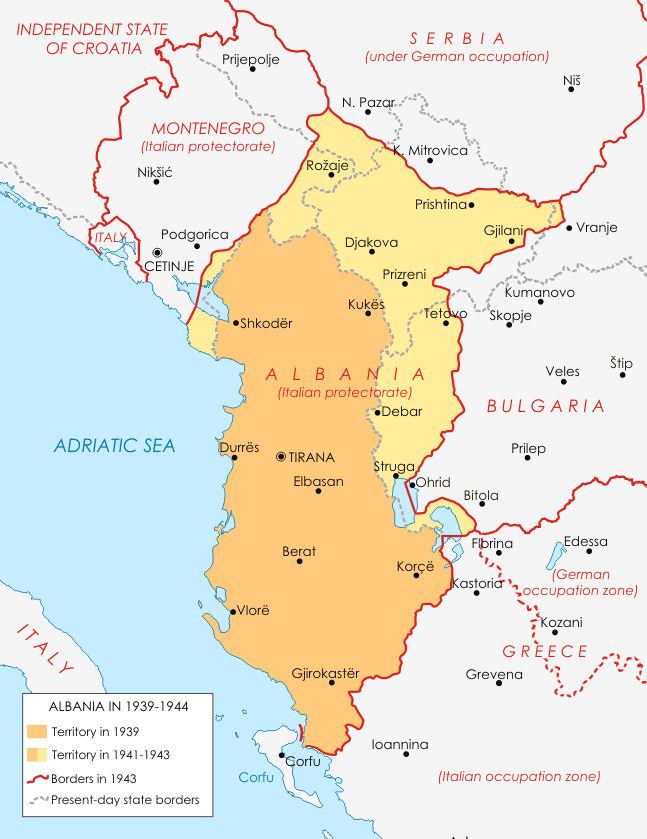
Carte de la Grande Albanie pendant la Seconde Guerre mondiale, avec les territoires annexés à l'Albanie proprement dit en jaune clair.

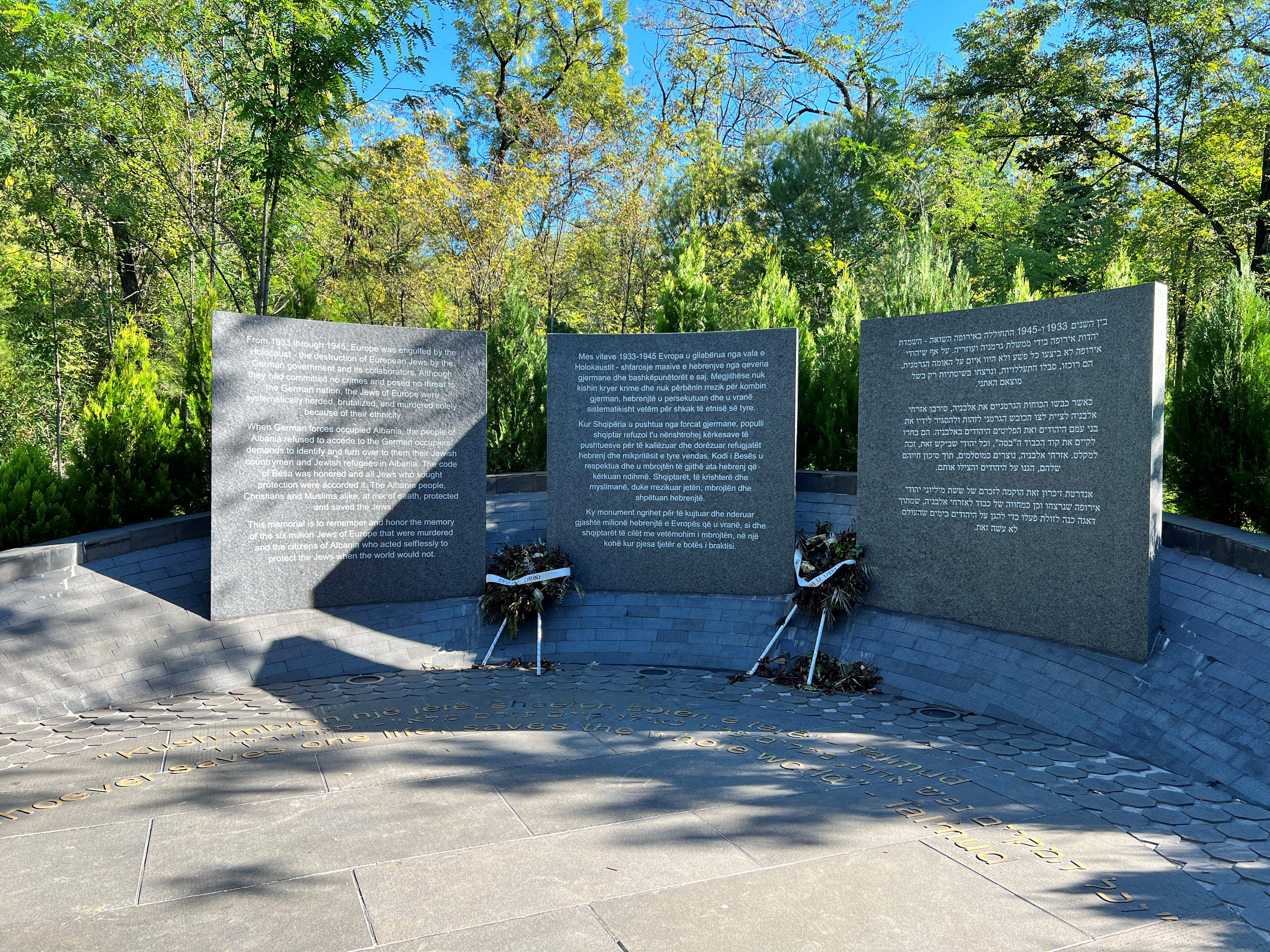
Le Mémorial de l'Holocauste dans le Grand Parc de Tirana. Il a été conçu par Stephen Jacobs et inauguré en 2020.

La Shoah en Albanie fait référence aux crimes commis contre les Juifs de Grande Albanie par les forces collaborationnistes allemandes, italiennes et albanaises lors de l'occupation italienne et allemande du pays pendant la Seconde Guerre mondiale. Tout au long de la guerre, près de 2 000 Juifs ont cherché refuge en Albanie proprement dite. La plupart de ces réfugiés ont été bien traités par la population locale, malgré le fait que le pays fut d'abord occupé successivement par l'Italie fasciste, puis par l'Allemagne nazie. Les Albanais ont souvent abrité des réfugiés juifs dans des villages de montagne et les ont transportés vers les ports de l'Adriatique d'où ils fuirent vers l'Italie. D'autres Juifs rejoignirent les mouvements de résistance dans tout le pays.
Pour les 500 Juifs vivant au Kosovo, leur histoire fut radicalement différente, et environ 40 % n'ont pas survécu à la guerre. Avec la capitulation de l'Italie en septembre 1943, l'Allemagne occupa la Grande Albanie. En 1944, une division albanaise de la Waffen-SS fut formée, arrêtant et remettant aux Allemands 281 Juifs Kosoviens, qui furent ensuite déportés au camp de concentration de Bergen-Belsen. Durant le mois de novembre 1944, les Allemands furent chassés de l'Albanie, et la résistance communiste, dirigée par Enver Hoxha, prend le pouvoir. À peu près à la même époque, les forces de l'Axe dans les régions annexées par l'Albanie du Kosovo et de la Macédoine occidentale furent vaincues par les partisans yougoslaves, qui ont ensuite réincorporé ces régions à la Yougoslavie.
Environ 600 Juifs ont été tués en Grande Albanie pendant l'Holocauste. En Albanie proprement dite, cinq Juifs de la même famille ont été tués par les Allemands, les seuls Juifs indigènes à y avoir été tués au cours de la guerre. L'Albanie proprement dite sortit de la guerre avec une population juive onze fois supérieure qu'au début, soit environ 1 800. La plupart d'entre eux ont ensuite émigré en Israël. Plusieurs centaines restèrent en Albanie jusqu'à la chute du communisme au début des années 1990 avant de faire de même. Il n'y a pas de consensus académique sur les raisons pour lesquelles les taux de survie des Juifs en Albanie proprement dite différaient si radicalement de ceux du Kosovo. Certains chercheurs ont soutenu que le code d'honneur traditionnel connu sous le nom de besa, une partie importante de la culture albanaise proprement dite, a joué un rôle. D'autres universitaires ont suggéré que la cause était la relative clémence des autorités d'occupation italiennes, l'échec de l'Allemagne dans une recherche soigneuse des Juifs albanais par rapport à d'autres pays occupés, ainsi que la méfiance des Albanais Kosoviens envers les étrangers. En 2018, 75 citoyens albanais avaient été reconnus par Yad Vashem comme Justes parmi les nations.

#### Littérature académique
- Yitsḥaḳ Arad, Yisrael Gutman et Abraham Margaliot, Documents on the Holocaust: Selected Sources on the Destruction of the Jews of Germany and Austria, Poland, and the Soviet Union, Lincoln, Nebraska, University of Nebraska Press, 1999 (ISBN 978-0-8032-5937-9, lire en ligne)
- Paul R. Bartrop, The Holocaust: An Encyclopedia and Document Collection, vol. I (A–K), Santa Barbara (Californie), ABC-CLIO, 2017, 15–16 p. (ISBN 978-1-44084-084-5, lire en ligne), « Albania »
- Robert Bideleux et Ian Jeffries, The Balkans: A Post-Communist History, Londres, England, Routledge, 2007 (ISBN 978-0-203-96911-3, lire en ligne)
- Philip J. Cohen, Serbia's Secret War: Propaganda and the Deceit of History, College Station, Texas, Texas A&M University Press, 1996 (ISBN 978-0-89096-760-7, lire en ligne)
- Ger Duijzings, Albanian Identities: Myth and History, Londres, England, C. Hurst & Co., 2002, 60–69 p. (ISBN 978-0-25334-189-1, lire en ligne), « Religion and the Politics of 'Albanism' »
- Mark Avrum Ehrlich, Encyclopedia of the Jewish Diaspora: Origins, Experiences and Culture, vol. 1, Santa Barbara (Californie), ABC-CLIO, 2009 (ISBN 978-1-85109-874-3, lire en ligne)
- Robert Elsie, Historical Dictionary of Albania, Lanham (Maryland), Scarecrow Press, 2010 (ISBN 978-0-8108-7380-3, lire en ligne)
- Bernd Jürgen Fischer, Albania at War, 1939–1945, West Lafayette (Indiana), Purdue University Press, 1999 (ISBN 978-1-8506-5531-2, lire en ligne)
- Bernd J. Fischer, Strengthening Religious Tolerance for a Secure Civil Society in Albania and the Southern Balkans, Amsterdam (Pays-Bas), IOS Press, 2007, 95–101 p. (ISBN 978-1-58603-779-6, lire en ligne), « The Jews of Albania During the Zogist Period and the Second World War »
- Chaim Frank, Antisemitism in Eastern Europe: History and Present in Comparison, Berne, Suisse, Peter Lang, 2010, 67–112 p. (ISBN 978-3-631-59828-3, lire en ligne), « Antisemitism in Yugoslavia »
- Martin Gilbert, Never Again: A History of the Holocaust, New York, Universe, 2000 (ISBN 978-0-78930-409-4, lire en ligne )
- Martin Gilbert, The Routledge Atlas of the Holocaust, Londres, England, Routledge, 2009, 4e éd. (ISBN 978-1-1351-0851-9, lire en ligne)
- Raphael Israeli, The Death Camps of Croatia: Visions and Revisions, 1941–1945, New Brunswick, New Jersey, Transaction Publishers, 2013 (ISBN 978-1-4128-4975-3, lire en ligne)
- Tim Judah, Kosovo: War and Revenge, New Haven, Connecticut, Yale University Press, 2002 (ISBN 978-0-300-09725-2, lire en ligne)
- Walter Ze'ev Laqueur et Judith Tydor Baumel, The Holocaust Encyclopedia, New Haven (Connecticut), Yale University Press, 2001 (ISBN 978-0-300-08432-0, lire en ligne)
- Raphael Lemkin, Axis Rule in Occupied Europe, Clark, New Jersey, The Lawbook Exchange, 2008 (ISBN 978-1-58477-901-8, lire en ligne)
- Jennie Lebel, Tide and Wreck: History of the Jews of Vardar Macedonia, New Haven, Connecticut, Avotaynu, 2008 (ISBN 978-1-88622-337-0)
- Paul Mojzes, Confronting Genocide: Judaism, Christianity, Islam, Lanham, Maryland, Lexington Books, 2009, 151–182 p. (ISBN 978-0-7391-3590-7, lire en ligne), « The Genocidal Twentieth Century in the Balkans »
- Paul Mojzes, Balkan Genocides: Holocaust and Ethnic Cleansing in the 20th Century, Lanham, Maryland, Rowman & Littlefield, 2011 (ISBN 978-1-4422-0665-6, lire en ligne)
- George Nafziger, « Organizational History of the German SS Formations 1939–1945 », Combined Arms Research Library Digital Library,‎ 1992 (lire en ligne, consulté le 7 mars 2014)
- Daniel Perez, Bringing the Dark Past to Light: The Reception of the Holocaust in Postcommunist Europe, Lincoln, Nebraska, Nebraska University Press, 2013, 25–58 p. (ISBN 978-0-8032-4647-8, lire en ligne), « "Our Conscience is Clean": Albanian Elites and the Memory of the Holocaust in Postsocialist Albania »
- Joshua Eli Plaut, Greek Jewry in the Twentieth Century, 1913–1983: Patterns of Jewish Survival in the Greek Provinces Before and After the Holocaust, Cranbury, New Jersey, Associated University Presses, 1996 (ISBN 978-0-8386-3911-5, lire en ligne)
- Dragan Simeunović et Adam Dolnik, Shaping South East Europe's Security Community for the Twenty-First Century: Trust, Partnership, Integration, Basingstoke, England, Palgrave Macmillan, 2013 (ISBN 978-1-137-01020-9, lire en ligne), « Security Threats of Violent Islamist Extremism »
- Monika Stafa, « Attitude of Collaborative Governments in Defense of the Jews during the War », Audiovisual Media Authority, Tirana, Albania, vol. 6, no 6,‎ juin 2017, p. 35–40 (ISSN 0742-3330, lire en ligne)
- Sabrina P. Ramet, The Three Yugoslavias: State-Building and Legitimation, 1918–2005, Bloomington (Indiana), Indiana University Press, 2006 (ISBN 978-0-253-34656-8, lire en ligne)
- Davide Rodogno, Fascism's European Empire: Italian Occupation During the Second World War, Cambridge, England, Cambridge University Press, 2006 (ISBN 978-0-521-84515-1, lire en ligne)
- Robert Rozett et Shmuel Spector, Encyclopedia of the Holocaust, Abingdon-on-Thames, England, Routledge, 2013 (ISBN 978-1-13596-950-9, lire en ligne)
- Jozo Tomasevich, War and Revolution in Yugoslavia, 1941–1945: Occupation and Collaboration, San Francisco (Californie), Stanford University Press, 2001 (ISBN 978-0-8047-3615-2, lire en ligne)
- Miranda Vickers, The Albanians: A Modern History, Londres, England, I.B. Tauris, 1999 (ISBN 978-1-86064-541-9, lire en ligne)
- Rory Yeomans, World Fascism: A Historical Encyclopedia, vol. 1, Santa Barbara (Californie), ABC-CLIO, 2006, 31–32 p. (ISBN 978-1-57607-940-9, lire en ligne), « Albania »

#### Reportages et informations
- Joseph Berger, « Casting Light on Little-Known Story of Albania Rescuing Jews From Nazis », The New York Times,‎ 18 novembre 2013 (lire en ligne)
- Aida Cama, « Albanians saved Jews from deportation in WWII », sur Deutsche Welle, 27 décembre 2012
- David B. Green, « Jewish Albanians Gain a Foothold », Haaretz,‎ 2 avril 2013 (lire en ligne)
- Joel Greenberg, « An Indebted Israel Shelters Family of Kosovo Albanians », The New York Times,‎ 2 mai 1999 (lire en ligne)
- Mikra Krasniqi, « The urge to fake history », sur Prishtina Insight, 7 avril 2017
- Cnaan Liphshiz, « What made Muslim Albanians risk their lives save Jews from the Holocaust? », The Times of Israel,‎ 19 janvier 2018 (lire en ligne)
- Lawrence Marzouk, « Rescue in Albania: How Thousands of Jews Were Saved From the Holocaust », sur Balkan Insight, 11 mai 2009
- Edona Peci, « Kosovo Erects Plaque to Holocaust Victims », sur Balkan Insight, 24 mai 2013
- Rebecca Trounson, « Israelis Welcome Refugee Group as They Remember Holocaust », The Los Angeles Times,‎ 13 avril 1999 (lire en ligne)

#### Web
- Ariel Scheib, « Albania Virtual Jewish History Tour », sur jewishvirtuallibrary.org, American-Israeli Cooperative Enterprise